# Metoecis carnifex
Metoecis carnifex är en fjärilsart som beskrevs av Coquerel. 1855. Metoecis carnifex ingår i släktet Metoecis och familjen mott. Inga underarter finns listade i Catalogue of Life.